# (33154) Talent
(33154) Talent (1998 DT15) – planetoida z pasa głównego asteroid okrążająca Słońce w ciągu 4,23 lat w średniej odległości 2,61 j.a. Odkryta 22 lutego 1998 roku.